# Расчётный чек
Расчётный чек — чек для безналичных расчётов между юридическими и физическими лицами за полученные товары, оказанные услуги, выполненные работы. Расчётные чеки могут быть двух видов: акцептованные и неакцептованные.

## Определение
Согласно БСЭ расчётный чек — это чек для безналичных расчётов между организациями за полученные товары, оказанные услуги, выполненные работы.
Ряд юристов определяют расчётный чек как бланк строгой отчетности для безналичных расчетов, поручение чекодателя банку о перечислении с его счета (который он открыл и ведёт) определённой суммы на счет получателя-чекодержателя. Расчётные чеки передаются чекодателем (покупателем товара) чекодержателю (продавцу товара) для предъявления к оплате в банк, в котором находится счет чекодержателя. Расчётные чеки используются только для безналичных расчетов через банки, и не могут иметь хождение помимо них. Чекодержатель, получивший в качестве оплаты такой чек, предъявляет его своему банку, который зачисляет чековую сумму на его счет. Расчётный чек перечеркнут полосой по диагонали, которая идет от левого нижнего угла к правому верхнему. Таким образом, такой расчётный чек является гарантией того, что деньги по счету получит только тот, для которой они предназначены. Кроме этого, по расчётному чеку запрещена (чекодателем или чекодержателем) оплата наличными деньгами (для этого на лицевой стороне чека делается надпись «Расчетный»). Плательщик, нарушивший запрет, обязан возместить чекодателю или чекодержателю убытки в полном объёме, включая упущенную выгоду.

## Виды расчётных чеков
Расчётные чеки имеют два вида:
- акцептованные (банком для расчётах организаций за товары и услуги);
- неакцептованные (банком для расчётах за товары и услуги, а также финансовыми органами — при возврате доходов бюджета).

Расчётные чеки из лимитированных и нелимитированных чековых книжек могут быть использованы при расчётах за товары и услуги юридическими и физическими лицами (например, оплата за коммунальные услуги в порядке безналичных расчётов).